# Økonomisk liberalisme
Økonomisk liberalisme er et økonomisk system, der er organiseret sådan, at det størst mulige antal økonomiske beslutninger træffes af individer eller husholdninger snarere end kollektive (f.eks. offentlige) institutioner eller organisationer. Den skotske økonom Adam Smith regnes almindeligvis som grundlæggeren af den økonomiske liberalisme med udgivelsen af sit værk An Inquiry into the Nature and Causes of the Wealth of Nations i 1776.
Den økonomiske liberalisme er i sin rene form fortaler for en helt ureguleret markedsøkonomi med privat ejendomsret. Historisk opstod den økonomiske liberalisme som svar på og i opposition til merkantilismen og feudalismen. I dag optræder den i høj grad i modsætning til forskellige afskygninger af socialisme og planøkonomi. Den økonomiske liberalisme står også i modsætning til protektionismen som følge af sit forsvar for frihandel og åbne markeder.
En økonomi, som styres efter økonomisk liberale principper, kan beskrives som en liberal økonomi.
I Europa bruges ordet markedsliberalisme som synonym for økonomisk liberalisme. Laissez-faire-liberalisme er et andet synonym. Den klassiske liberalisme har også økonomisk liberalisme som et af sine vigtigste kendetegn. Der er dog den vigtige potentielle forskel, at klassisk liberalisme kombinerer de økonomiske og politiske aspekter ved liberalismen, dvs. ønsket om en ureguleret markedsøkonomi med et arbejde for personlig frihed og menneskerettigheder. Den økonomiske liberalisme i sig selv vil ikke nødvendigvis lægge vægt på de andre aspekter ved liberalismen.
Økonomisk liberalisme associeres i dag også med neoliberalisme[kilde mangler] og nogle grene af konservatismen (liberalkonservatismen).